# Blegny
Blegny (in vallone Blegneye) è un comune belga di 12 861 abitanti, situato nella provincia vallona di Liegi.